# Grande Area di Tokyo

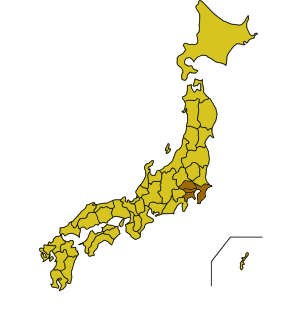
Mappa del Giappone, con evidenziata la Grande Area di Tokyo

La Grande Area di Tokyo (in giapponese 首都圏?, Shuto-ken, in inglese Greater Tokyo Area) è una grande area metropolitana situata in Giappone e comprendente le prefetture di Chiba, di Kanagawa (神奈川), di Saitama e di Tokyo; quest'ultima è anche il centro dell'area. Quest'area da sola detiene un PIL di 2 200 miliardi di dollari statunitensi, il più alto tra tutte le aree metropolitane mondiali.
È la più popolata area metropolitana del mondo, con 37 115 000 abitanti nel 2024, e copre un'area di circa 13500 km², estesa circa quanto la Campania, ma con una popolazione sei volte maggiore.

## Città

### Città dell'area di Tama
- Akiruno
- Akishima
- Chōfu
- Fuchū
- Fussa
- Hachiōji
- Hamura
- Higashikurume
- Higashimurayama
- Higashiyamato
- Hino
- Inagi
- Kiyose
- Kodaira
- Koganei
- Kokubunji
- Komae
- Kunitachi
- Machida
- Mitaka
- Musashimurayama
- Musashino
- Nishi-Tōkyō
- Ōme
- Tachikawa
- Tama

### Altre città fuori da Tokyo
Le principali città fuori da Tokyo della Grande Area di Tokyo sono:
- Chiba (940 000 abitanti)
- Kawasaki (1 300 000 abitanti)
- Saitama (1 200 000 abitanti)
- Yokohama (3 600 000 abitanti)

Altre città sono:
- Abiko
- Ageo
- Asahi
- Asaka
- Atsugi
- Ayase
- Chichibu
- Chigasaki
- Chōshi
- Ebina
- Fujimi
- Fujisawa
- Fukaya
- Funabashi
- Futtsu
- Gyōda
- Hadano
- Hannō
- Hanyū
- Hasuda
- Hatogaya
- Hidaka
- Higashimatsuyama
- Hiratsuka
- Honjō
- Ichihara
- Ichikawa
- Inzai
- Iruma
- Isehara
- Kamagaya
- Kamakura
- Kamifukuoka
- Kamogawa
- Kashiwa
- Kasukabe
- Katsuura
- Kawagoe
- Kawaguchi
- Kazo
- Kimitsu
- Kisarazu
- Kitamoto
- Koshigaya
- Kounosu
- Kuki
- Kumagaya
- Matsudo
- Minamiashigara
- Misato
- Miura
- Mobara
- Nagareyama
- Narashino
- Narita
- Niiza
- Noda
- Odawara
- Okegawa
- Sagamihara
- Sakado
- Sakura
- Satte
- Sawara
- Sayama
- Shiki
- Shiroi
- Sodegaura
- Sōka
- Tateyama
- Toda
- Tōgane
- Tokorozawa
- Tomisato
- Tsurugashima
- Urayasu
- Wako
- Warabi
- Yachimata
- Yachiyo
- Yamato
- Yashio
- Yokaichiba
- Yokosuka
- Yoshikawa
- Yotsukaidō
- Zama
- Zushi

Fonte: stat.go.jp census 2005